# Trnava (Slovačka)
Trnava (njem. Tyrnau, mađ. Nagyszombat, lat. Tyrnavia) grad je na zapadu Slovačke. Zemljopisno leži u Podunajskoj nizini na rijeci Trnávka, 50 kilometara sjeveroistočno od Bratislave. Trnava, koja ima oko 68.000 stanovnika i površinu 71,54 km2, središte je pokrajine Trnave.
Grad je od 1978. sjedište nadbiskupije. Zbog svoje bogate katoličke baštine naziva ga se "slovačkim Rimom".

## Povijest
Prva povijesna nalazišta s prostora Trnave potječu još iz mlađeg kamenog doba. U srednjem vijeku grad je bio važno trgovačko središte. Kroz grad je prolazila cesta koja je povezivala Češku i Mađarsku.
Prvi pisani izvori o gradu potječu iz 1211. U 13. st. mađarski kralj je pozvao Germane da nasele grad. 1242. su pomagali u Bitci na rijeci Šaju. Nakon toga grad su naseljavali mnogi vladari.
U 15. st. u grad su stigli husiti. 1492. grad je potpao pod Mađarsku. Poslije su ga osvojili Osmanlije. Grad je potpao pod Ostrogonsku nadbiskupiju i izgrađene su crkve Sv. Ivana Krstitelja i Sv. Nikole. U 16. i 17. st. grad je bio središte protureformacije u Mađarskoj. 1561. je biskup u grad pozvao isusovce. U crkvi svetog Nikole sahranjen je primas Ugarske, Šibenčanin Antun Vrančić. U 17. st. u gradu su živjeli pobunjenici protiv Habsburgovaca Stjepan Bocskay, Gabrijel Bethlen, Juraj I. Rákóczi i Mirko Thököly.
Isusovci su osnovali Trnavsko sveučilište, prvo sveučilište u Mađarskoj. Nakon toga grad se počeo brzo razvijati, te je postao slovačko kulturno i obrazovno središte. U 18. st. grad je postao središte Slovačkog narodnog preporoda. Prvo slovački standardni jezik temeljio se na trnavskom dijalektu. 1844. je izgrađena željeznička pruga do Bratislave. 1848. se u blizini grada vojska Mađarske revolucije sukobila s austrijskom vojskom.
1870. u gradu je provođena mađarizacija, ali neuspješno. Krajem 19. i početkom 20. st. izgrađene su nove gradske zidine. Nakon osnivanja Čehoslovačke 1918. grad je bio jedan od najrazvijenijih u Slovačkoj. U gradu su se izgradile mnoge tvornice. Za vrijeme Drugog svjetskog rata u grad su došli mnogi Židovi. 1997. Trnava je postala nadbiskupija. 1996. je postalo glavni grad Trnavskog kraja

## Znamenitosti
Grad nema mnogo znamenitosti. Najpoznatije su katedrale Sv. Ivana Krstitelja i Sv. Nikole. Također je poznata stara gradska jezgra s mnogo građevina u baroknom stilu gradnje. Poznat je i glavni gradski trg s kipom sv. Josipa u središtu.

## Stanovništvo
| Godina:     | 1994.  | 2004.   | 2014.   | 2024.   |
| ----------- | ------ | ------- | ------- | ------- |
| Broj ljudi: | 70 017 | 69 140  | 65 713  | 63 180  |
| Razlika:    |        | -1,25 % | -4,95 % | -3,85 % |

| Godina:     | 2023.  | 2024.   |
| ----------- | ------ | ------- |
| Broj ljudi: | 62 955 | 63 180  |
| Razlika:    |        | +0,35 % |

Po popisu stanovništva iz 2001. godine grad Trnava imao je 70.286 stanovnika, dok je po procjenama broj stanovnika 2006. godine iznosio 68.466.
Nacionalnost (popis 2001.): 
- Slovaci – 96,89%
- Česi – 0,79%
- Romi – 0,27%
- Mađari – 0,21%

## Poznate osobe
- Ludovik I. Anžuvinac, hrvatsko-ugarski kralj, vladao od 1342. – 1382.
- Taťána Kuchařová, Miss svijeta 2006. godine
- Juraj Haulik (Trnava, Slovačka, 20. travnja 1788. - Zagreb, 11. svibnja 1869.), hrvatski kardinal, zagrebački biskup.
- Antun Vrančić (Šibenik, 29. svibnja 1504. - Prešov, Slovačka, 15. lipnja 1573., sahranjen u Trnavi u crkvi sv. Nikole), primas Ugarske i ostrogonski nadbiskup, potkralj Ugarske.

## Gradovi prijatelji
- Scranton, Pennsylvania (SAD)
- Varaždin, Hrvatska
- Novo Mesto, Slovenija

## Vanjske poveznice
- Službena stranica (sl.) (engl.)

### Ostali projekti
|  | Zajednički poslužitelj ima još gradiva o temi Trnava |